# Rohrbrücke Großer Gröben
Die Rohrbrücke Großer Gröben ist eine Straßenbrücke im österreichischen Bundesland Tirol.

## Motivation zum Brückenbau

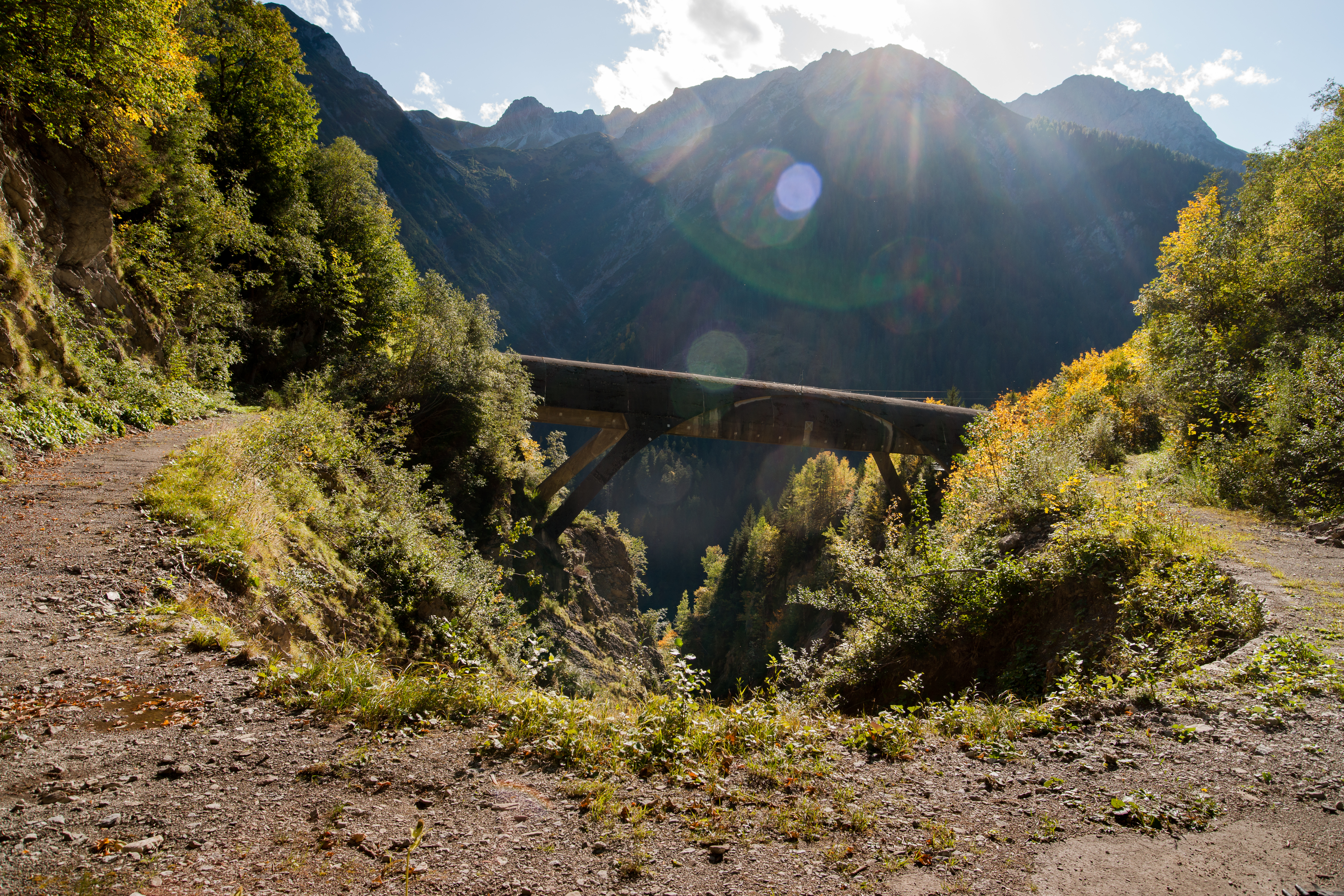
Blick von der alten Straße

Zweck der Brückenbaus war eine wintersichere Verbindung vom Lechtal in das rechtsseitig gelegene Bschlaber Tal
zu den Orten Bschlabs und Pfafflar. Aufgrund von Lawinensperren ist die weitere Verbindung dieser Orte über das Hahntennjoch in das benachbarte Imst im Winter dauerhaft unterbrochen.
Die zuvor bestehende Straßenführung läuft an dieser Stelle in einem langen Bogen in den tiefen Einschnitt
des Gröbenbaches, welcher fast jeden Winter durch Schneelawinen verschüttet wird.

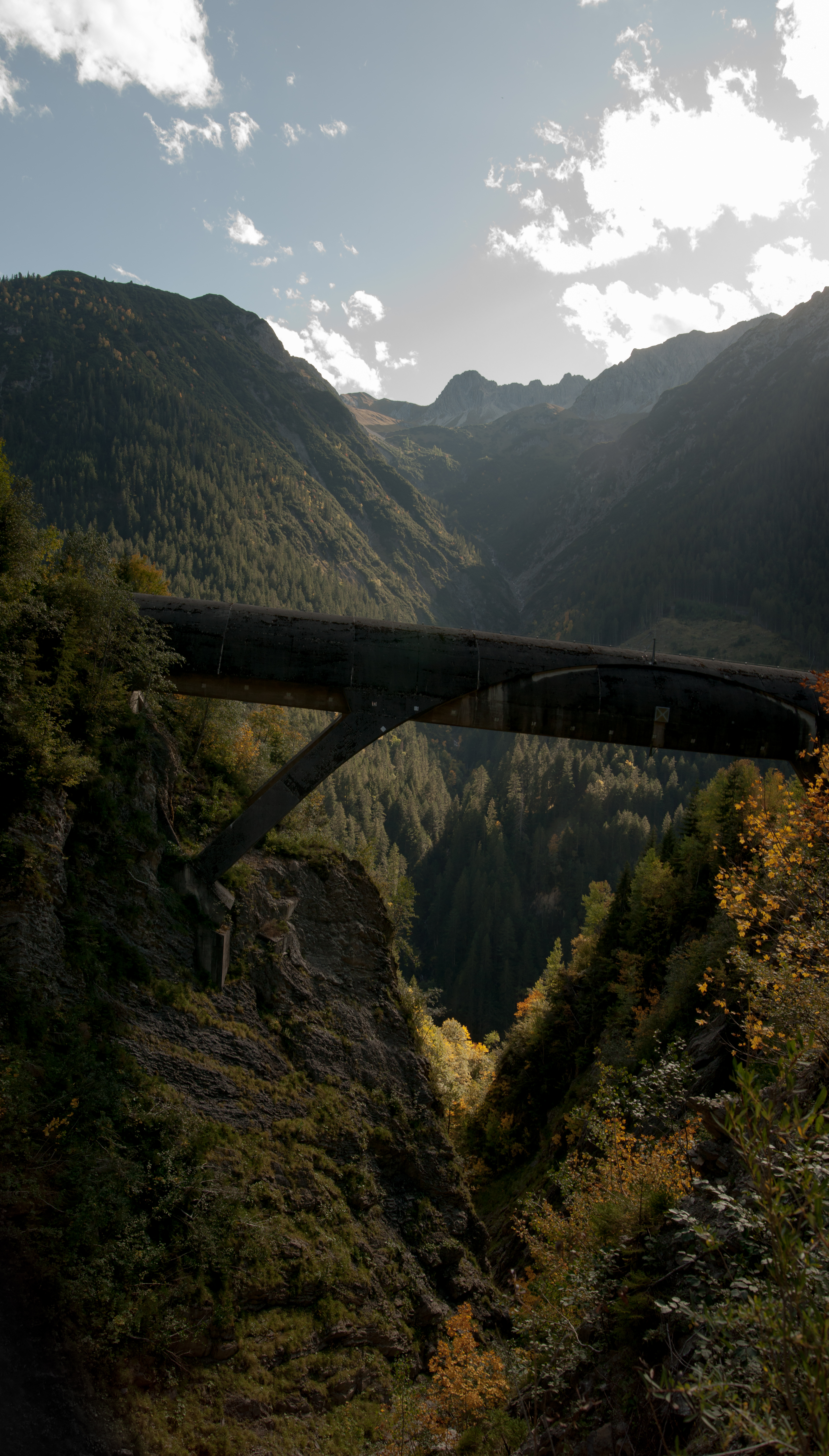
Blick von der Bergseite (Osten). Im Vollbild sind die Druckplatten des Lawinenmesssystems erkennbar.

## Klimatische Randbedingungen
Die hier durch einen ca. 1200 m langen Lawinenstrich von der 2468 m hohen Pfeilspitze abgehenden Staublawinen
stellen eine große Gefahr für den Verkehr dar. Da die Brücke trotz der Höhe von 40 m über Grund noch im Wirkungsbereich der Staublawinen liegt, wurde sie ohne Fensteröffnung realisiert.

## Bauwerk
Taleinwärts liegt hier eine 101 m lange eingeschüttete Röhre, welche ohne von innen sichtbare Grenze in die 80 m lange
gebogene Rohrbrücke übergeht und dann durch einen weiteren 163 m langen Tunnel abgeschlossen wird.
Da das Rohr der Brücke zum Schutz vor den Lawinen allseitig geschlossen ist, wirkt sie von innen wie eine durchgehende Tunnelröhre.
Es bleibt verborgen, dass zwischen zwei Tunneln eine Betonrohrbrücke passiert wird. Die Außenseite der Brücke ist von beiden Enden der Tunnelstrecke zu Fuß erreichbar.

## Bauausführung
Der Bau wurde in 20 Abschnitten ohne Gerüst mit freiem Vorspann durchgeführt.
Die Umsetzung im hochalpinen Umfeld war mit anfänglichen Schwierigkeiten verbunden.

## Weitere Verwendung
Die technische Überwachung der Brücke wird über ein vom Institut für Lawinen und Wildbachforschung, Forstliche Bundesversuchsanstalt betriebenes Sensorensystem durchgeführt. Zugleich werden
die dabei ermittelten Daten für die wissenschaftliche Analyse von Lawinen verwendet.
In der Unterseite der flachen Fahrbahnplatte befindet sich ein Schienensystem, in welchem ein Wartungskorb hängend geführt wird.

## Galerie

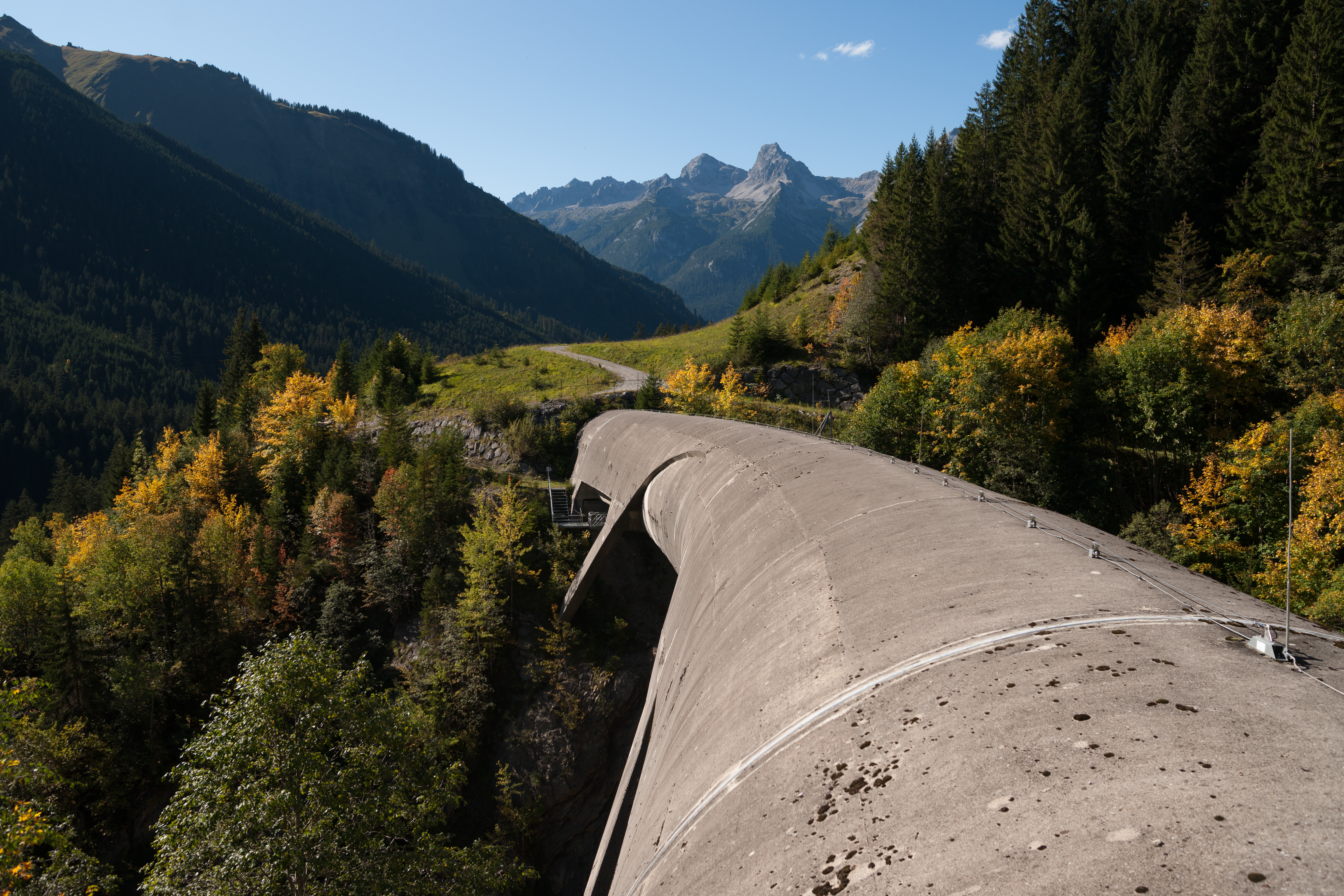
Sensorik auf der Oberseite der Rohrbrücke
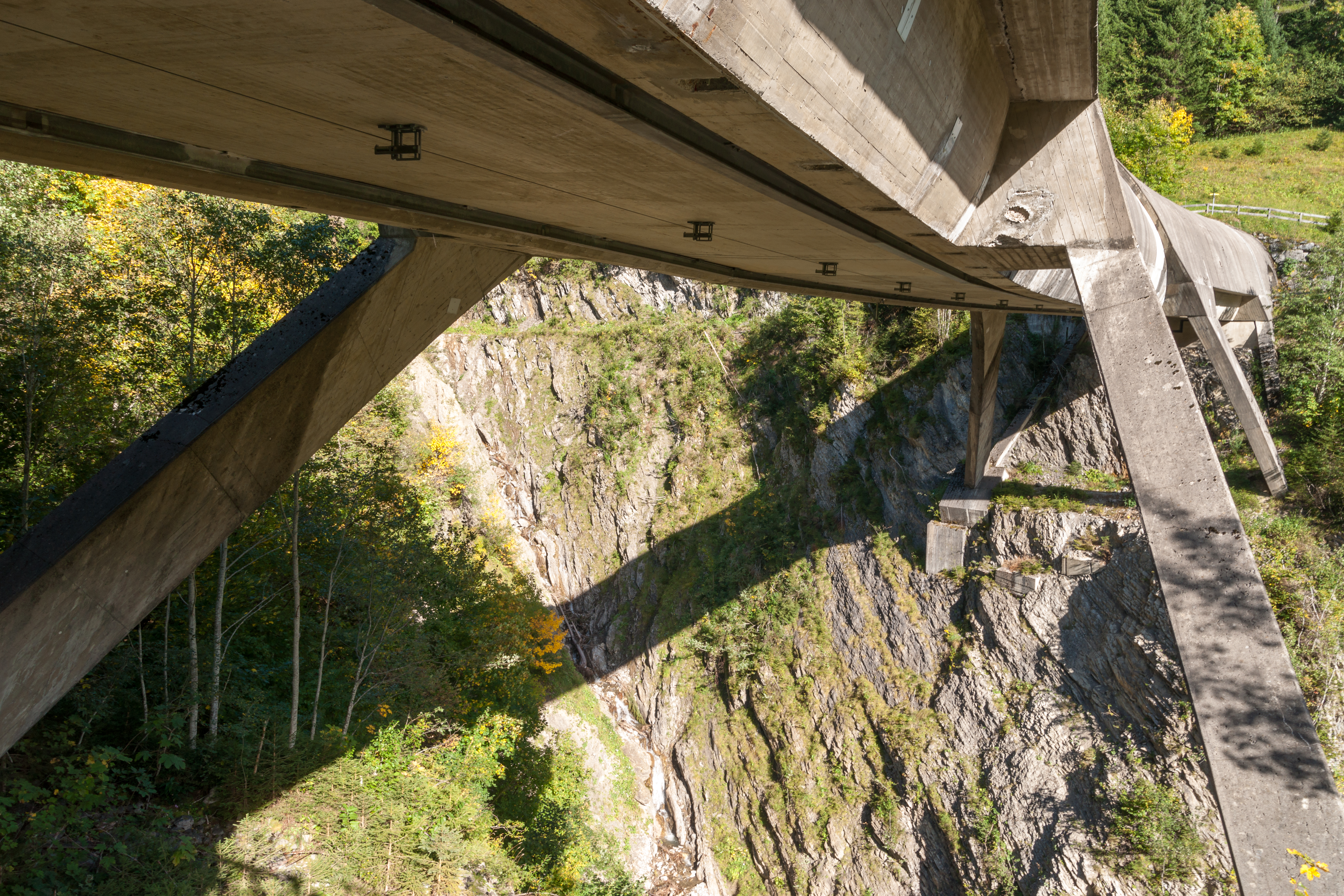
Unterseite der Brücke mit Führungsschienen für den Wartungskorb
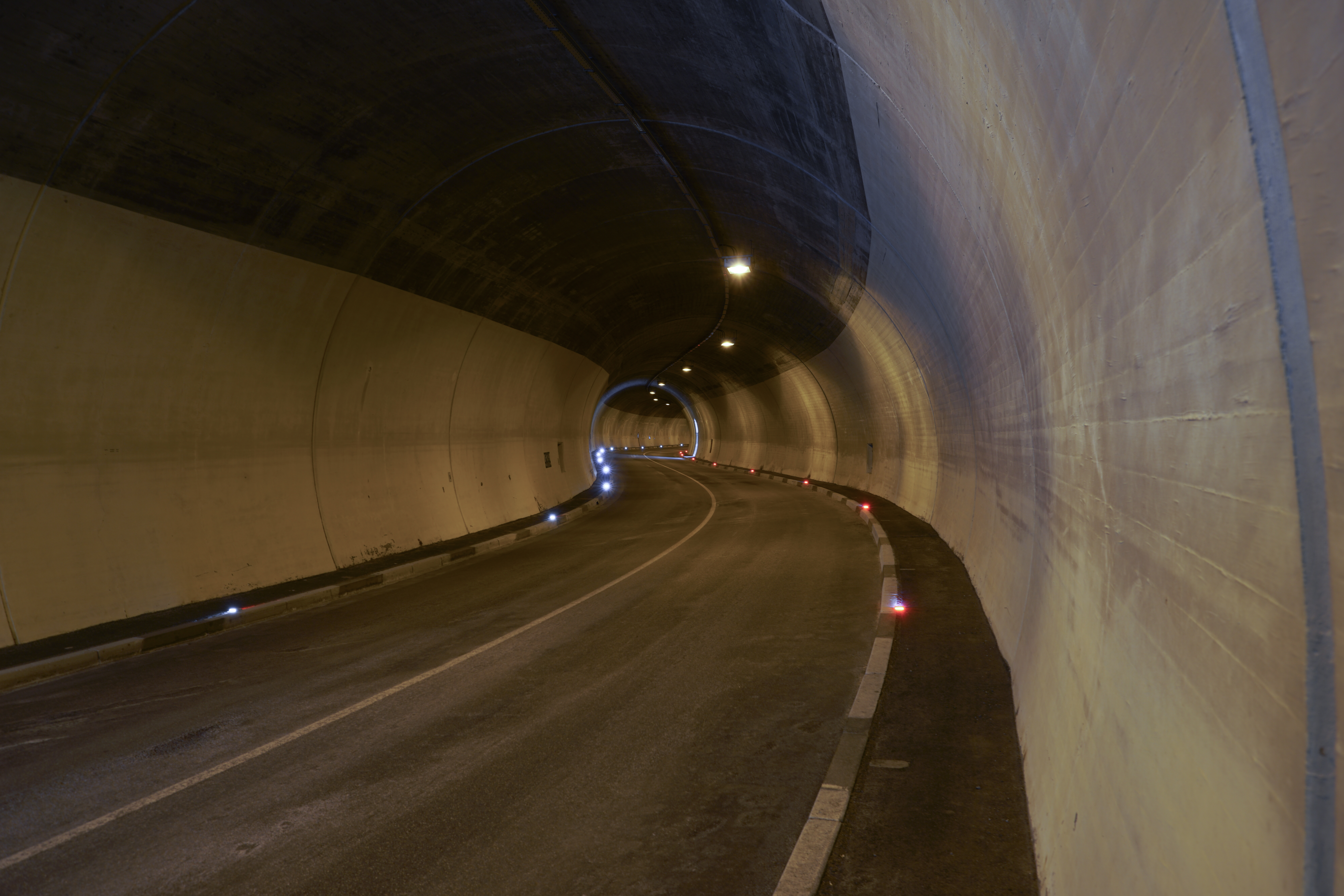
Blick vom unteren Tunnelportal. Die Tür im Hintergrund rechts markiert den Übergang vom Tunnel zur geschlossenen Rohrbrücke.
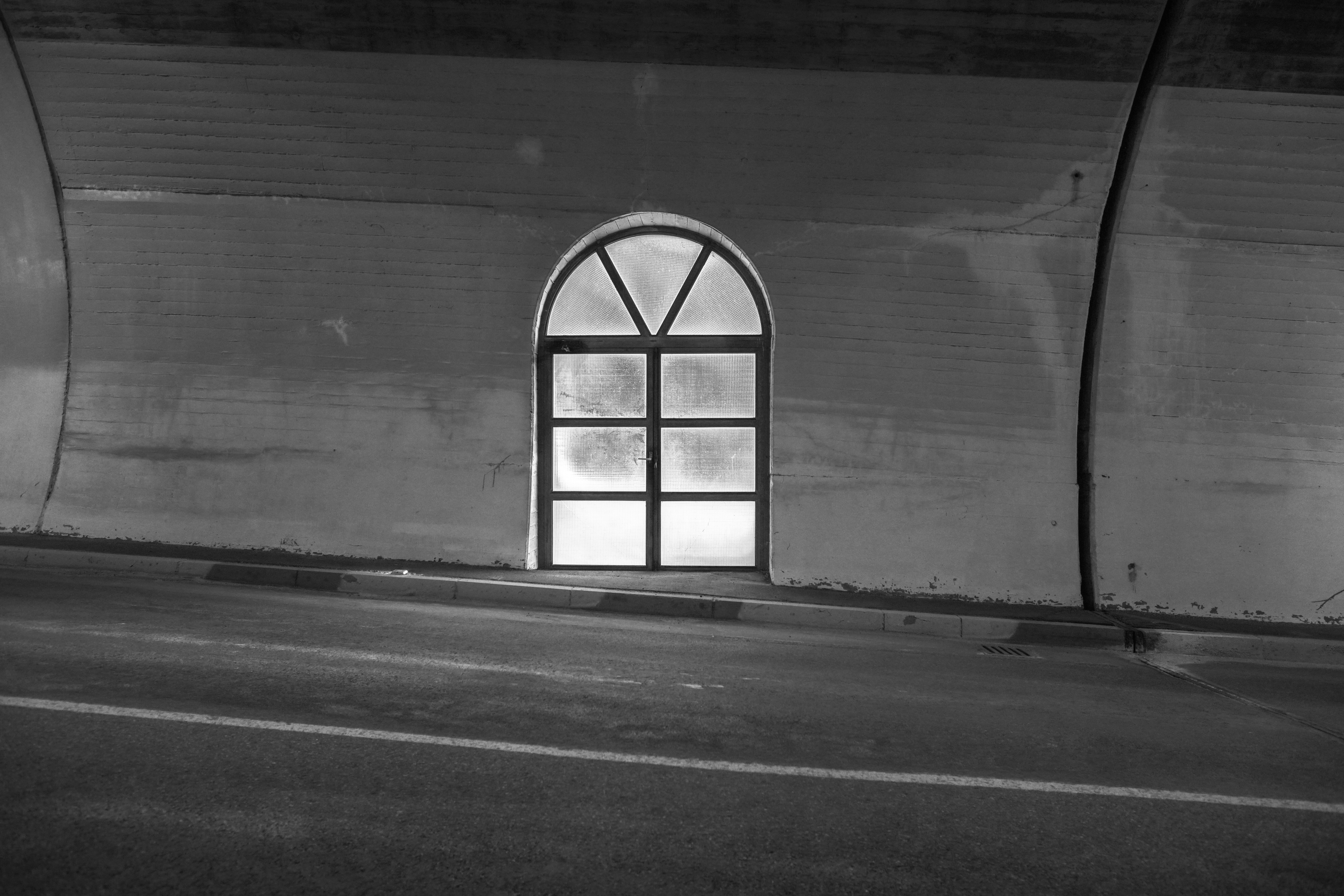
Die Tür am Übergang von Tunnel zu Brücke macht die Steigung sichtbar.